# District d'Ernée
Le district d'Ernée est une ancienne division territoriale française du département de la Mayenne de 1790 à 1795.
Il était composé des cantons de Ernée, Chailland, Fougerolles, Gorron, Juvigné, le Bourgneuf, Landivy et Montaudain.